# 条蜂族
条蜂族（Anthophorini）是蜜蜂科很大的一族，全球大约有超过750个物种。大部分物种在無墊蜂屬和藍帶蜂屬。所有的物种都是独立性，尽管很多在一起筑巢。几乎所有物种在土壤中筑巢，或者在河边或者在平坦的地面。
该族蜜蜂很容易辨认，通常个头很大（达3厘米），很强壮、毛茸茸，有明显突出的面孔，翅膀顶端布满了细小的乳头。腹部为带状，跟其它蜜蜂相比翅膀不成比例的短。它们的嗡嗡声是高音调，它们通常在花上盘旋，以花为食。雄性面部有白色或黄色印记。